# Juhani Wahlsten
Juhani Wahlsten, född 13 januari 1938 i Helsingfors, död 9 juni 2019 i Åbo, var en finländsk professionell ishockeyspelare. Wahlsten, som spelade som forward, avslutade sin spelarkarriär år 1971. Han var från 1971 till 1972 tränare för TPS Åbo och från 1972 till 1973 tränare för Barcelona HC.
Han var far till ishockeyspelarna Jali och Sami Wahlsten.

## Klubbar
- KalPa 1957–959
- Ilves 1959–1961, 1970–1971
- HJK 1961–1962
- HC TPS 1961–1969
- Klagenfurter AC 1969–1970